# Saint-Derrien
Saint-Derrien (en bretó Sant-Derc'hen) és un municipi francès, situat a la regió de Bretanya, al departament de Finisterre. L'any 2006 tenia 682 habitants.

## Demografia
| 1962                                       | 1968 | 1975 | 1982 | 1990 | 1999 |
| ------------------------------------------ | ---- | ---- | ---- | ---- | ---- |
| 688                                        | 634  | 594  | 582  | 531  | 567  |
| Des de 1962: població sense dobles comptes |      |      |      |      |      |

## Administració
| Període   | Identitat       | Partit |
| --------- | --------------- | ------ |
| 2001-2008 | Gérard Philippe |        |
| 2001-     | Geneviève Riou  |        |